# Tingley Coliseum
Le Tingley Coliseum est une salle omnisports de 11 571 places, située à Albuquerque dans l'État du Nouveau-Mexique aux États-Unis. Construite à l'origine pour accueillir des rodéos et des spectacles équestres, cette salle est située au 300, Route de San Pedro NE.
Le coliseum a été le domicile de différentes équipes sportives : les Six-Guns d'Albuquerque et les Scorpions du Nouveau-Mexique en hockey sur glace, le Slam du Nouveau-Mexique et les Thunderbirds d'Albuquerque en basket-ball et les Gladiators de Duke City en football américain en salle.

## Historique
Les origines du Tingley Coliseum remonte à 1916. À la suite de difficultés financières, la ville d'Albuquerque ne parvient pas à organiser la Foire d'État du Nouveau-Mexique pendant plus de vingt ans.
En 1937, un groupe d'hommes d'affaires du Nouveau-Mexique dirigé par le Gouverneur Clyde Tingley Convainc le Président Franklin Roosevelt à octroyer des fonds de la Works Progress Administration (WPA) pour la construction de parcs de foire au centre d'Albuquerque, dont Tingley Coliseum en serait le centre. Il a fallu vingt ans pour le bâtir.
En 1957, le Tingley Coliseum, nommé ainsi en l'honneur du gouverneur, est inauguré à l'occasion de la Foire d'État. Roy Rogers et Dale Evans ont animé cette inauguration, devenant les premiers artistes à se produire sur cette scène.
À partir de 1998, la société Expo New Mexico rachète le complex et investit plus de dix millions de dollars dans le but de le rénové.

## Événements
Le Tingley Coliseum accueille énormément d'activités en plus de la foire d'État, tels que des concerts, des événements sportifs et des spectacles.
La liste des artistes qui se sont produits dans cette salle est longue, mais on peut citer quelques uns des principaux : Elvis Presley, Tina Turner, Crosby, Stills, Nash & Young, Kiss, Metallica, Willie Nelson, Garth Brooks,.
Le concours de Miss USA 1987 y a été organisé et est remporté par Michelle Royer
Le 30 novembre 1996, le boxeur Floyd Mayweather, Jr. y dispute son deuxième combat professionnel, qu'il remporte contre Reggie Sanders.
De 1998 à 2008, chaque année, le champion de rodéo Ty Murray organise une compétition nommée Ty Murray Invitational, une épreuve officiel des Built Ford Tough Series.